# Europäisches Zentrum zur Bekämpfung der Cyberkriminalität
Das Europäische Zentrum zur Bekämpfung der Cyberkriminalität (englisch European Cybercrime Center, kurz EC3) ist eine Einrichtung der Europäischen Union, die beim Europäischen Polizeiamt Europol in Den Haag angesiedelt ist. Das Zentrum soll die grenzübergreifende Strafverfolgung von Computerkriminalität in der EU koordinieren. 

## Geschichte
Die Behörde wurde von der EU-Kommission mit zunächst 3,6 M€ budgetiert. Das EC3 wurde am 11. Januar 2013 offiziell eröffnet. Es bestand zunächst aus 30 Mitarbeitern, eine spätere Aufstockung auf 40 war bis 2015 geplant.
Der Leiter des EC3 ist dem Leiter von Europol direkt unterstellt.
Erster Leiter war der frühere Chef des dänischen Nachrichtendienstes Deputy-Director Troels Oerting, der im Januar 2015 als Sicherheitschef von Barclays in die Privatindustrie wechselte.

### Aktivitäten
Nach Angaben von Troels Oerting am 10. Februar 2014 konnte das EC-3 2013 verschiedene Erfolge erzielen. 2013 seien Schutzgelderpresser im Internet überführt worden und 13 Festnahmen vorgenommen worden. Des Weiteren sei EC-3 an der Bekämpfung von Malware-Attacken auf Banken durch Botnetze beteiligt gewesen und habe in Zusammenarbeit mit Microsoft und Experten des Bundeskriminalamt das ZeroAccess Botnetz ausgehoben.
2014 wurde die Operation Onymous bekannt, durch die bekannte Seiten des Darknets stillgelegt wurden, unter ihnen Seiten wie Pandora, Cloud 9, Hydra, Blue Sky, Topix, Flugsvamp, Cannabis Road, Black Market und Silk Road 2.0.
2015 berichten amerikanische Medien von einer koordinierten Aktion des US-amerikanischen FBI unter aktiver Mitwirkung des EC3 zur Stilllegung von Darkode, der größten englischsprachigen Kommunikations- und Handelsplattform für Cyberkriminelle.

## Aufgaben
Konflikte aufgrund von fehlender Abstimmung kann mit der Europäischen Agentur für Netz- und Informationssicherheit (ENISA) entstehen, da sich die Aufgabengebiete überschneiden und keine Abgrenzung erfolgte.
Auf einer Pressekonferenz am 10. Februar 2014 grenzte der damalige Leiter der Einheit, Troels Oerting die Aufgaben von EC-3 ein. Die Bekämpfung von „politisch motivierten Hacks und oder Spionagetätigkeiten gegen EU Institutionen“ seien nicht im Aufgabengebiet des EC-3.

### Teilnehmende Staaten
Für die Arbeit wurde neben den EU-Mitgliedern auch die Zusammenarbeit mit Nicht-EU-Ländern vereinbart, darunter Australien, Kanada, Kroatien (inzwischen Vollmitglied der EU), Republik Mazedonien, Norwegen, Schweiz, Monaco, Bosnien und Herzegowina, Kolumbien, Moldawien, Russland, Türkei, Republik Serbien, Montenegro, Ukraine sowie Vereinigte Staaten von Amerika. Zusätzlich werden an die USA auch personenbezogene Daten übermittelt.

### Kooperationen mit anderen Stellen
Im Rahmen seiner Aktivitäten kooperiert das EC3 mit dem EU Intelligence Centre, dem Büro der Vereinten Nationen für Drogen- und Verbrechensbekämpfung (UNDCP), der Weltzollorganisation (WCO), Frontex und Europäisches Amt für Betrugsbekämpfung (OLAF). Durch Pressemitteilungen wurden 2015 auch Zusammenarbeit mit US-amerikanischen Polizeibehörden, beispielsweise das Federal Bureau of Investigation (FBI) bekannt.